# Battaglia della sacca di Kiev
La battaglia della sacca di Kiev, ritenuta da alcuni storici la più grande battaglia di accerchiamento di tutta la storia militare, venne combattuta tra il 25 agosto e il 26 settembre 1941, nel corso delle prime fasi del conflitto tra la Germania e l'URSS durante la seconda guerra mondiale. Questa battaglia si svolse in un'area di oltre 135 000 km quadrati dalle rive della Desna a quelle del Dnepr, passando per il settore di Kiev e la parte meridionale delle paludi del Pryp"jat'.
L'esercito tedesco riuscì a completare una gigantesca manovra d'accerchiamento e a chiudere in una enorme sacca la quasi totalità delle truppe sovietiche schierate nel settore meridionale del fronte orientale in difesa dell'Ucraina. La battaglia terminò, dopo scontri aspri e sanguinosi, con la schiacciante vittoria della Wehrmacht che catturò centinaia di migliaia di prigionieri e poté quindi proseguire l'avanzata in direzione di Char'kov e Rostov sul Don. Tuttavia il grande successo, favorito da gravi errori operativi di Stalin e di alcuni generali sovietici, non si rivelò decisivo come ipotizzato da Hitler ed al contrario logorò in parte le forze corazzate tedesche, ritardando inoltre l'attacco finale contro Mosca.

## Operazione Barbarossa
A poco più di due mesi dall'inizio dell'Operazione Barbarossa, sia tra le file tedesche che tra quelle sovietiche emerse la necessità di compiere un primo bilancio della guerra. La profondità dell'avanzata degli attaccanti all'interno del territorio nemico e l'approssimarsi del duro inverno russo imponevano (soprattutto ai tedeschi) di ridefinire le prospettive strategiche della guerra in relazione alla nuova situazione.

### Le decisioni di Hitler
I due mesi iniziali della guerra avevano già portato il Gruppo d'armate Centro del feldmaresciallo von Bock a raggiungere risultati assai rilevanti. La Wehrmacht si era infatti impossessata praticamente di tutto il territorio bielorusso, infliggendo sconfitte pesanti al dispositivo di difesa sovietico nelle battaglie di Minsk-Białystok e Smolensk. In particolare questa seconda sconfitta rappresentò un durissimo colpo per i sovietici: ciò non solo e non tanto per le perdite subite durante la battaglia, ma soprattutto perché con la caduta di Smolensk cadde l'ultima piazzaforte difensiva prima di Mosca.

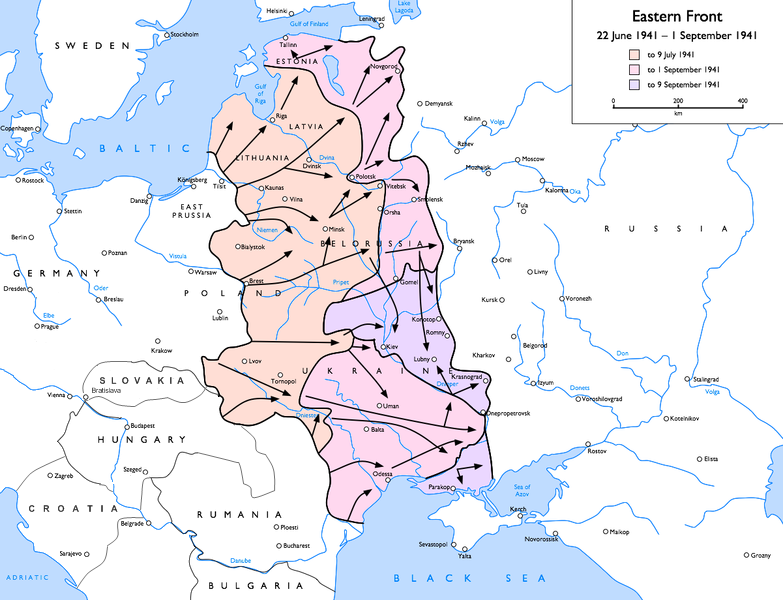
Carta con le direttrici dell'avanzata tedesca nella prima fase dell'operazione Barbarossa.

All'inizio di agosto del 1941, perciò, l'Alto Comando tedesco e tutto lo Stato maggiore del Gruppo d'armate Centro riteneva arrivato il momento di puntare con decisione verso Mosca; ciò avrebbe permesso di assaltare la capitale sovietica prima dell'arrivo del rigido inverno russo, che già in passato aveva bloccato Napoleone Bonaparte. In questo tutti i maggiori ufficiali tedeschi dimostrarono di aver fatto tesoro delle indicazioni del generale Carl von Clausewitz che tempo addietro sostenne: "soltanto un potente colpo che arrivasse a Mosca poteva consentire al Bonaparte di sperare".
Hitler non la pensava come loro: riteneva infatti che l'offensiva su Mosca potesse aspettare e che fosse maggiormente importante accaparrarsi il controllo delle ingenti risorse agricole e industriali dell'Ucraina. Respingendo le obiezioni dell'Alto Comando, il Führer diramò la direttiva 21.8.1941 in cui veniva formalizzata la nuova linea di condotta: "l'obiettivo più importante non è la conquista di Mosca, bensì l'occupazione della Crimea e del bacino industriale e carbonifero del Donets".
Quando il 23 agosto il Capo di Stato maggiore dell'Esercito, Generale Franz Halder, informò i suoi colleghi del Gruppo d'armate Centro delle nuove direttive, lo stupore e la rabbia di tutti fu enorme. Heinz Guderian fu spedito alla Tana del Lupo per discutere personalmente con Hitler delle obiezioni al piano e della necessità di lanciare il prima possibile l'assalto su Mosca. Come suo solito, Hitler non volle sentire ragioni e confermò tutte le sue disposizioni. Invece di puntare su Mosca, la Panzergruppe 2 di Guderian avrebbe dovuto dirigersi a sud, per dar man forte alle truppe operanti nell'area di Kiev.

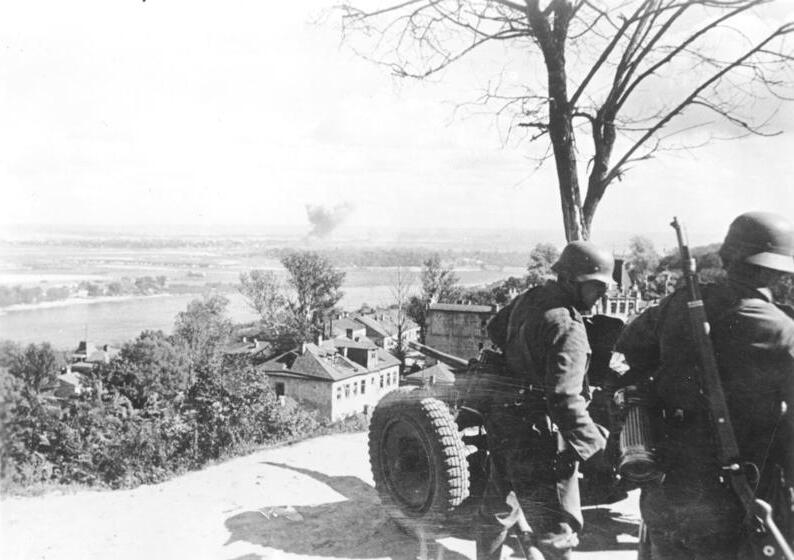
Un anticarro tedesco da 37 mm in posizione alla periferia di Kiev.

Mentre le truppe del Gruppo d'armate Centro ottennero rilevanti successi nella loro avanzata, non altrettanta fortuna ebbero le forze del Gruppo d'armate Sud al comando del feldmaresciallo Gerd von Rundstedt. A causare questo ritardo furono numerosi fattori. Innanzitutto deve essere sottolineato come in quel settore le forze tedesche non godessero di una netta superiorità in termini numerici, soprattutto per quanto riguarda le forze corazzate. Il fatto di disporre di un solo gruppo corazzato (il I di von Kleist), oltretutto, impediva agli attaccanti tedeschi la realizzazione di quelle grandi manovre a tenaglia che invece avevano riscosso così tanti successi nel settore del Gruppo d'armate Centro.
La disposizione strategica del dispositivo offensivo tedesco, inoltre, determinò un costante pericolo per i progressi dell'offensiva. Nel pianificare l'attacco, infatti, l'Alto Comando tedesco aveva preferito concentrare le forze lungo le tre direttrici principali, lasciando deliberatamente scoperti i fianchi delle colonne che sarebbero avanzate in territorio sovietico: ciò permise alle forze armate tedesche di disporre di una maggiore forza d'urto, ma rendeva vulnerabili i fianchi contro i contrattacchi sovietici. A soffrire di questa decisione fu in particolare il Gruppo d'armate Sud, sul cui fianco sinistro si stendevano le paludi del Pryp"jat': in quell'area si nascosero sapientemente le unità sovietiche (in particolare le divisioni di cavalleria), che lanciarono pericolosi contrattacchi contro le posizioni dalla VI Armata.
Inoltre, la situazione logistica era assai precaria: le vaste pianure ucraine bagnate dalle frequenti piogge si trasformavano in enormi pantani di fango; ciò bloccava a lungo l'avanzata delle truppe e impediva ai mezzi corazzati di agire rapidamente attraverso le linee nemiche. Nonostante le difficoltà, soprattutto grazie all'abilità dei comandanti tedeschi, il Gruppo d'armate Sud riuscì a raggiungere le sponde del Dnepr a fine agosto del 1941. In particolare a determinare una svolta fu senz'altro la grande vittoria riportata a Uman, che diede un duro colpo alle posizioni sovietiche a difesa della riva occidentale del Dnepr. Si crearono in questo modo le condizioni per un attacco più profondo anche nel settore meridionale del fronte.

### Situazione politico-strategica di Stalin e dei sovietici

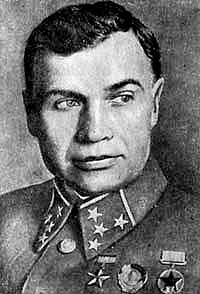
Il generale Mikhail Kirponos; il comandante del Fronte Sud-occidentale rimase ucciso nei combattimenti finali della sacca di Kiev.

Dopo le sanguinose disfatte nelle sacche di Minsk e di Smolensk, Stalin e l'alto comando sovietico, dalla seconda metà di luglio, riuscirono finalmente a organizzare uno schieramento più solido nel pericoloso settore centrale del fronte, a coprire efficacemente la strada diretta di Mosca ed anche a sferrare prematuri contrattacchi a est di Smolensk ed a Elnja che intralciarono notevolmente, pur a costo di gravi perdite, i tedeschi. Rassicurato da questi primi successi, il dittatore rimase però sempre concentrato sul compito di difendere la capitale e ritenne, insieme ai marescialli Šapošnikov e Timošenko, che Mosca fosse ancora minacciata dal principale raggruppamento corazzato nemico del Gruppo d'armate Centro. Quindi le manovre e le operazioni del Panzergruppe 2 del generale Guderian, durante la prima metà di agosto, vennero interpretate come azioni preliminari ad un nuovo attacco sulla capitale partendo da sud-ovest in direzione di Brjansk.
In realtà fin dal 29 luglio il capo di Stato maggiore generale dell'Armata Rossa, generale Žukov, aveva cercato di illustrare a Stalin, durante un turbolento colloquio diretto al Cremlino, i pericoli della posizione esposta ad ovest del Dniepr del Fronte Sud-occidentale del generale Kirponos, ed il minaccioso schieramento del raggruppamento del generale Guderian che, dalla regione di Roslavl e Elnja avrebbe potuto avanzare verso sud minacciando il fianco destro e le spalle delle forze sovietiche in Ucraina. Stalin rifiutò di accettare le valutazioni del generale Žukov e liquidò bruscamente la sua richiesta di abbandonare Kiev e ripiegare a est del Dniepr. Dopo un aspro scontro verbale, Žukov presentò le dimissioni che vennero accettate da Stalin seduta stante; il generale venne trasferito al comando del nuovo Fronte di riserva nella regione di Mosca, mentre il maresciallo Sapošnikov, più aderente alle direttive di Stalin, prese il suo posto allo stato maggiore generale.

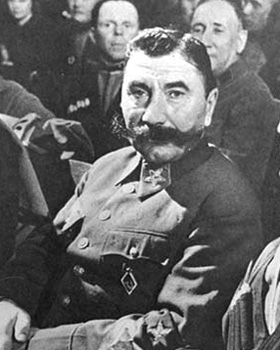
Il maresciallo Semën Michajlovič Budënnyj, responsabile (Glavkom) della "Direttrice strategica meridionale".

Stalin, che negli stessi giorni nei colloqui con Harry Hopkins, l'inviato del presidente Roosevelt, aveva presentato un quadro favorevole della situazione e assicurato che Leningrado, Mosca e Kiev sarebbero state difese con successo, ritenne indispensabile, anche per motivi politici e di propaganda, oltre che per la superiore importanza assegnata alla direttrice strategica della capitale, difendere ad oltranza la capitale ucraina. Da giorni nella città, in un'atmosfera febbrile e caotica, si susseguivano appelli alla resistenza e manifesti ottimistici sull'imprendibilità di Kiev erano stati affissi ovunque.
Nelle prime due settimane di agosto la situazione per i sovietici invece si aggravò: il generale Guderian completò due piccole manovre di accerchiamento a Roslavl e Kricev, scardinando le difese del Fronte Centrale del generale F.I. Kuznetsov e creando una minaccia per il fianco sinistro delle difese della "Direttrice strategica occidentale" al comando del maresciallo Timošenko che copriva Mosca. Stalin decise quindi, sempre con lo scopo principale di bloccare una prevista spinta nemica da sud-ovest verso la capitale, di costituire un nuovo Fronte di Brjansk al comando dell'esperto generale Erëmenko con il compito di contrattaccare e possibilmente distruggere le forze del generale Guderian.
Il 18 agosto tuttavia il generale Žukov intervenne nuovamente evidenziando, in un suo rapporto a Stalin e allo Stavka, i pericoli di una manovra tedesca verso sud alle spalle del raggruppamento meridionale ("Direttrice strategica meridionale") del maresciallo Budënnyj. Quest'ultimo già il 16 agosto aveva allertato il comando supremo sulle minacce sul suo fianco destro difeso dalla 5ª Armata del generale Potapov. Stalin replicò a sua volta ordinando a Budënnyj una limitata ritirata ma senza abbandonare la testa di ponte di Kiev, e ordinando il 20 agosto al generale Erëmenko di attaccare sul fianco il raggruppamento del generale Guderian nel caso di un suo movimento verso sud. A questo scopo il Fronte di Brjansk, costituito dalla 50ª e 13ª Armata (otto divisioni fucilieri, tre di cavalleria e una divisione carri) sarebbe stato rinforzato con i reparti del Fronte Centrale che sarebbe stato sciolto.

## Verso lo scontro

### Il campo di battaglia
L'area su cui si sarebbe svolto lo scontro era un enorme e profondissimo saliente che si spingeva entro le linee tedesche. Le due estremità del saliente erano rappresentate da due fiumi che le truppe di Hitler avrebbero dovuto attraversare per correre verso il centro: la Desna a nord e il Dnepr a sud. Al centro del saliente si trovava la zona di Kiev, protetta a nord dalle paludi del Pryp"jat'.

### Le posizioni tedesche

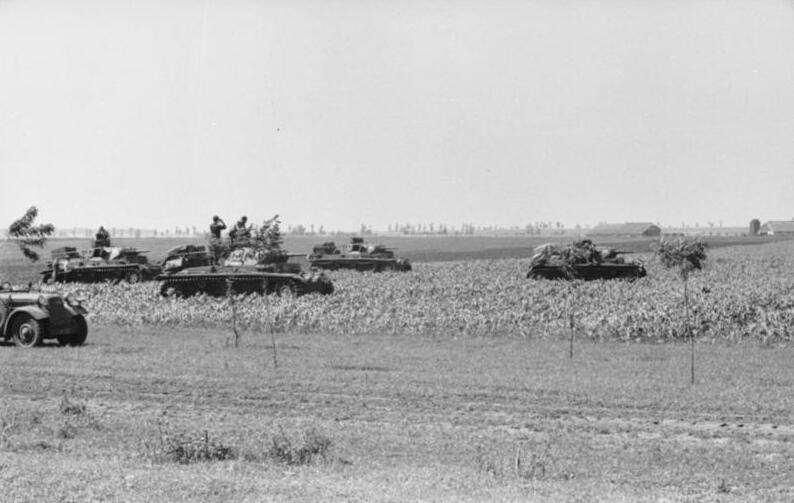
Schieramento di panzer tedeschi in attesa di passare all'attacco nella steppa ucraina.

La manovra tedesca si sarebbe sviluppata con un attacco in contemporanea dalle due estremità del saliente; l'obiettivo era quello di chiudere le forze sovietiche con un'enorme manovra a tenaglia. Un ruolo centrale veniva riservato alle due formazioni corazzate assegnate dall'OKH per realizzare l'operazione: la Panzergruppe 2 di Guderian avrebbe dovuto attaccare da nord attraverso la Desna; la Panzergruppe 1 di von Kleist avrebbe attaccato da sud attraverso il Dnepr. Le due morse della tenaglia si sarebbero dovute ricongiungere a Romny, più di 150 chilometri a est di Kiev.
Alla VI. Armee di Walter von Reichenau sarebbe spettato il ruolo dell'incudine: mentre i due gruppi corazzati avrebbero martellato i fianchi del fronte, le truppe di von Reichenau avrebbero tenuto le posizioni al centro del saliente.

### Le posizioni sovietiche
A difendere le posizioni sovietiche nelle regioni meridionali, compresa l'area di Kiev, erano schierati il Fronte sudoccidentale del generale Kirponos e i resti del Fronte meridionale, raggruppati sotto il comando del maresciallo Semën Budënnyj, famoso comandante della cavalleria sovietica durante la Guerra civile russa. Il fronte aveva un tratto molto ampio di territorio da difendere, ma disponeva di quattro armate e di numerosi rinforzi.

## La battaglia

### Attacchi frontali su Kiev
Le prime truppe tedesche ad avvicinarsi a Kiev furono il 10 luglio le forze corazzate del III Panzerkorps del generale Eberhard von Mackensen; di fronte all'evidente presenza di forze nemiche consistenti e decise a difendere la capitale ucraina, il comando tedesco decise di evitare un costoso attacco frontale e deviò i panzer verso sud per cercare di tagliare fuori dal Dniepr le truppe sovietiche in ripiegamento verso est. Furono quindi le divisioni di fanteria del XXIX Corpo d'armata che vennero incaricate di conquistare Kiev e distruggere la testa di ponte sovietica ad ovest del fiume. Stalin e lo Stavka non intendevano cedere la città e quindi la 26ª Armata, al comando del generale F.Ya.Kostenko venne raggruppata nell'area con quattro divisioni di fucilieri e numerose formazioni della milizia.
Il primo attacco frontale in forze del XXIX Corpo d'armata (generale Orbstfelder) ebbe inizio il 30 luglio lungo la linea difensiva del fiume Irpen' ma non ottenne grandi risultati: i sovietici respinsero gli attacchi e mantennero le posizioni; un nuovo attacco l'8 agosto dopo qualche successo iniziale, si esaurì nel terreno paludoso e il fuoco dell'artiglieria e i contrattacchi dei fucilieri sovietici della 26ª Armata ributtarono indietro i tedeschi entro il 12 agosto. Nel frattempo anche a nord di Kiev, nell'area delle paludi del Pryp"jat', la 5ª Armata sovietica del generale M.I.Potapov riuscì a contenere l'avanzata della 6ª Armata del feldmaresciallo Walter von Reichenau; il comandante del Gruppo d'armate Sud, feldmaresciallo Gerd von Rundstedt, cosciente delle difficoltà di conquistare Kiev con un attacco frontale, decise quindi di rinforzare la 6ª Armata con tre nuovi corpi d'armata (XVII, LI e LV) e con la 11. Panzer-Division del generale Ludwig Crüwell, sottratta al Panzergruppe 1 del generale von Kleist.
Il 19 agosto finalmente la 5ª Armata sovietica, minacciata anche sul fianco destro dalla presenza della 2ª Armata del generale von Weichs, ricevette autorizzazione a ripiegare dietro il Dniepr; il ponte di Garnostoipal tuttavia non venne distrutto e i tedeschi della 11. Panzer-Division e del LI Corpo d'armata riuscirono a conquistarlo intatto e a spingersi fino alla Desna. Nei giorni seguenti anche il XXXIV ed il XVII Corpo d'armata si avvicinarono a Kiev da nord, mentre altre truppe tedesche della 6ª Armata superarono la Desna e si collegarono il 2 settembre con la 2ª Armata. La 5ª Armata sovietica era ora attaccata frontalmente e sul fianco destro, mentre la 26ª Armata del generale Kostenko e la nuova 37ª Armata del generale V.V.Vlasov, rimanevano tenacemente schierate a difesa della testa di ponte di Kiev. La situazione sovietica si stava aggravando: da alcuni giorni era già entrato in azione più a nord il Panzergruppe 2 del generale Guderian, secondo le direttive finali del Führer del 23 agosto.

### Manovra a tenaglia
La marcia del Panzergruppe 2 del generale Guderian verso sud ebbe inizio il 21 agosto e si sviluppò con successo nonostante la carenza di strade, le caratteristiche del terreno, a tratti paludoso, boscoso o stepposo e solcato da numerosi corsi d'acqua, e le conseguenti difficoltà logistiche dovute anche alla necessità di variare in breve tempo la direzione di marcia di novanta gradi. Sul fianco sinistro del raggruppamento corazzato il XXXXVII Panzerkorps del generale Joachim Lemelsen sbarrò la strada ad eventuali contrattacchi sovietici provenienti da Brjansk con la 17. Panzer-Division del generale von Thoma e con la 29ª Divisione motorizzata e riuscì a coprire la marcia delle forze principali in direzione del fiume Desna. Partendo da Starodub il XXIV Panzerkorps del generale Leo Geyr von Schweppenburg (costituito dalla 3. e 4. Panzer-Division) avanzò velocemente, poco contrastato dal nemico, verso il grande ponte di Novhorod-Sivers'kyj. Il generale Guderian era cosciente della necessità di fare presto: un'operazione di accerchiamento di così vasta portata imponeva infatti di chiudere la tenaglia il prima possibile, così da cogliere il nemico di sorpresa ed evitare il suo ripiegamento verso oriente. Inoltre il generale tedesco, che richiese ripetutamente al comando del Gruppo d'armate Centro e all'OKH l'assegnazione del massimo di forze corazzate per ottenere un risultato rapido e decisivo, era convinto che i sovietici, dopo le gravi perdite subite nell'accerchiamento nei pressi di Uman', si stessero preparando a un'ampia ritirata dietro la linea del Donetz.

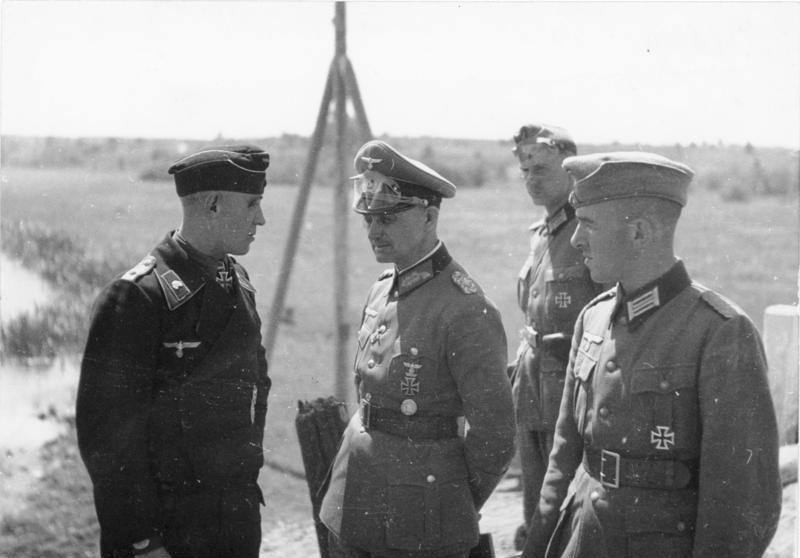
Al centro il generale Walter Model, comandante della 3. Panzer-Division durante la battaglia di Kiev, a sinistra loberleutnant Buchterkirch.

Il 25 agosto la 3. Panzer-Division del generale Walter Model, che avanzava davanti alla 4. Panzer-Division del generale von Langermann, arrivò a portata tattica del grande ponte lungo 700 metri sulla Desna, e Model decise di sferrare un attacco di sorpresa che venne condotto dal distaccamento corazzato guidato dal tenente Buchterkirch e dal sottotenente Störck, coperti sulla riva del fiume dal fuoco dei panzer del tenente Vopel. L'assalto improvviso ebbe successo, il ponte venne conquistato intatto e i mezzi corazzati della 3. Panzer-Division poterono attraversare la Desna guadagnando un'importante testa di ponte.
Il superamento il 26 agosto della linea della Desna, difesa dalle deboli forze della 13ª Armata del generale Golubev, mise in allarme Stalin e lo Stavka; già il giorno precedente il dittatore aveva contattato il generale Andrej Erëmenko, comandante del Fronte di Brjansk, sollecitandolo a contrattaccare sul fianco e distruggere il raggruppamento corazzato del generale Guderian. A questo scopo la 3ª e la 21ª Armata furono assegnate di rinforzo a Erëmenko, mentre, per mantenere i collegamenti tra Fronte di Brjansk e Fronte Sud-occidentale e difendere la linea del fiume Sejm, venne frettolosamente costituita una nuova 40ª Armata (generale Podlas), rinforzata con la 10ª Divisione carri, e schierata sull'ala destra delle forze del maresciallo Budënnyj.
Il generale Erëmenko aveva già sferrato una serie di attacchi contro il fianco sinistro del generale Guderian difeso dal XXXXVII Panzerkorps, ma la controffensiva, condotta con forze insufficienti e scarsamente coordinata dalla 50ª e 13ª Armata non ottenne alcun risultato. Il 2 settembre Stalin intervenne nuovamente con Erëmenko, promettendo cospicui rinforzi di aerei e truppe; un nuovo attacco venne pianificato in due direzioni, verso Roslavl con la 50ª Armata e lungo la linea della Desna direttamente contro il XXIV e il XXXXVII Panzerkorps da parte di almeno dieci divisioni della 13ª, 3ª e 21ª Armata.
I contrattacchi sovietici, non ben coordinati e sferrati con forze insufficienti, non ottennero risultati decisivi anche se crearono difficoltà al raggruppamento del generale Guderian; a sud della Desna la 40ª Armata attaccò ripetutamente la 10ª Divisione motorizzata che copriva il fianco destro del XXIV Panzerkorps. Grazie ad espedienti ed all'impiego di tutte le riserve, l'attacco venne respinto entro il 3 settembre, mentre finalmente per rafforzare questo settore l'OKH fece intervenire anche il XLVI Panzerkorps del generale Heinrich von Vietinghoff con la 1ª Divisione cavalleria e la Divisione Waffen-SS "Das Reich", dopo accesi contrasti tra il generale Guderian, sostenuto in parte dal generale Franz Halder, e il feldmaresciallo Fedor von Bock, insofferente della scarsa disciplina del comandante dei panzer. A est per otto giorni si succedettero i contrattacchi del Fronte di Brjansk del generale Erëmenko, rinforzato con due divisioni di carri: a Trubševsk si accesero duri scontri ma infine il XXXXVII Panzerkorps del generale Joachim Lemelsen, con la 17. Panzer-Division, rafforzata dal reggimento Großdeutschland e dalla 29ª Divisione motorizzata, contrastò con successo la controffensiva sovietica che non riuscì affatto a bloccare la marcia del generale Guderian verso sud.
Nel frattempo la 3. Panzer-Division e la 4. Panzer-Division riuscirono a guadagnare terreno verso sud e a conquistare entro il 7 settembre teste di ponte sul fiume Sejm; fin dal 5 settembre la 3. Panzer-Division era riuscita ad individuare un punto debole nello schieramento nemico alla giunzione tra la 21ª e la 13ª Armata, grazie anche al rinvenimento, in un aereo nemico abbattuto, di una carta delle operazioni. Sfruttando questo varco, i reparti corazzati del generale Model si spinsero rapidamente in profondità, mentre la 21ª Armata sovietica venne tagliata fuori dal resto del Fronte di Brjansk e respinta verso sud-ovest. Il generale Guderian si recò sul posto per conferire con Model e insieme i due generali diressero l'avanzata prima verso Konotop, conquistata il 9 settembre e quindi verso l'importante centro di Romny. Il 10 settembre i panzer del generale Model, dopo essersi inoltrati all'interno delle linee nemiche, entrarono di sorpresa a Romny.
Nei giorni seguenti le divisioni corazzate del XXIV Panzerkorps del generale von Schweppenburg proseguirono ancora verso sud, il 12 settembre il reparto di punta della 3. Panzer-Division guidato dal maggiore Frank conquistò il ponte sul fiume Ssula e occupò anche la città di Lochvitsa, dopo aver respinto verso ovest alcuni reparti sovietici.
A sud i mezzi corazzati del Panzergruppe 1 del generale Ewald von Kleist non si mossero fino al 12 settembre; pur scarsamente coordinato con l'avanzata del generale Guderian, l'attacco del raggruppamento meccanizzato, sceso a soli 332 carri armati dopo i combattimenti di Dubno e di Uman', superò agevolmente la resistenza delle forze raccogliticce della 38ª Armata sovietica, unità appena costituita con cinque divisioni di fucilieri e quattro di cavalleria e assegnata al comando del generale Feklenko. Partendo dalla testa di ponte sul Dniepr di Kremenčuk, conquistata il 31 agosto dalla fanteria del LII Corpo d'armata della 17ª Armata e difesa per dieci giorni contro i confusi contrattacchi sovietici, i panzer del XXXXVIII Panzerkorps del generale Werner Kempf si aprirono la strada a nord del fiume. Sostenuti dagli attacchi aerei del V Fliegerkorps della Luftwaffe e dal fuoco dei lanciarazzi Nebelwerfer, i reparti di testa della 16. Panzer-Division dell'energico generale monco Hans-Valentin Hube, avanzarono di 60 km in dodici ore, travolgendo il quartier generale della 38ª Armata.

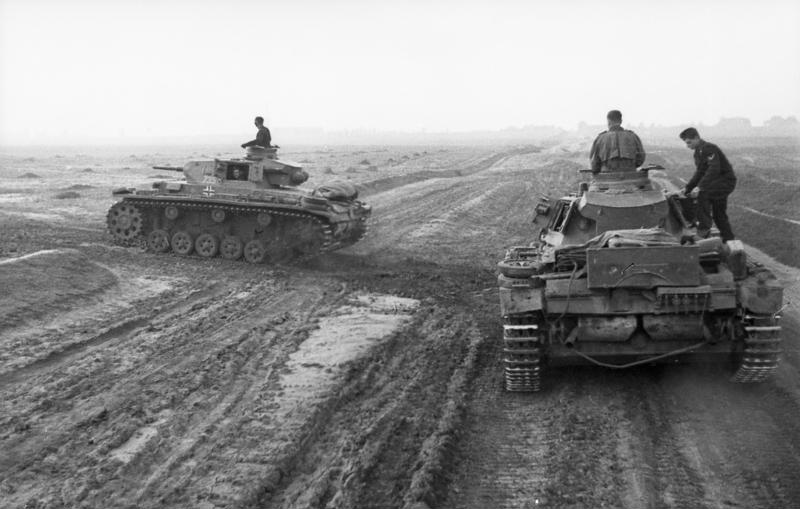
Due Panzer III della 16. Panzer-Division avanzano per chiudere la sacca di Kiev.

Il 13 settembre, la 16. Panzer-Division, seguita dai primi reparti della 9. e della 14. Panzer-Division, sferrò l'attacco a Lubny, importante centro di comunicazioni difeso soprattutto da reparti fanatici dell'NKVD. L'attacco venne guidato dal battaglione del genio corazzato che conquistò a sorpresa il ponte sul fiume Ssula e si infiltrò nei sobborghi della città; la resistenza sovietica, supportata dalle milizie cittadine fu aspra e violenti combattimenti si prolungarono fino al 14 settembre, quando intervennero in forze anche il 79º e il 64º reggimento motorizzato della divisione. Lo stesso generale Hube guidò i combattimenti, mentre la Luftwaffe intervenne in massa per sostenere le truppe a terra e respingere le forze aeree sovietiche. Nel pomeriggio del 14 settembre la 16. Panzer-Division completò la conquista di Lubny e i reparti della divisione, distanti circa 100 km dall'avanguardie della 3. Panzer-Division del generale Model, proseguirono ancora verso nord per chiudere l'accerchiamento.
A partire dal 7 settembre la situazione per le forze sovietiche del Fronte Sud-occidentale del generale Kirponos era divenuta sempre più critica: la posizione della 5ª Armata del generale Potapov, attaccata da nord-est dai reparti della 2ª Armata tedesca del generale von Weichs e da ovest dalle divisioni della 6ª Armata del feldmaresciallo von Reichenau, era ormai insostenibile; solo il 9 settembre, dopo ripetute richieste di Kirponos e Budënnyj, il maresciallo Sapošnikov autorizzò il tardivo ripiegamento dell'armata del generale Potapov dietro la Desna. I contrattacchi della 38ª Armata contro la testa di ponte sul Dniepr di Kremenchug erano completamente falliti e i panzer del Panzergruppe Kleist si stavano minacciosamente concentrando, mentre a nord anche le forze della 40ª Armata erano ormai disgregate sotto gli attacchi dei carri del generale Guderian.
Le disperate richieste di rinforzi del generale Kirponos non poterono essere esaudite dal maresciallo Budënnyj, privo di riserve; il 10 settembre Budënnyj chiese aiuto al maresciallo Sapošnikov e propose ancora l'evacuazione di Kiev, ma Sapošnikov confermò l'assegnazione delle riserve (il 2º Corpo di cavalleria) al fronte del generale Erëmenko, destinato a contrattaccare ancora. Il giorno dopo 11 settembre il maresciallo Budënnyj fece appello a Stalin per chiedere l'abbandono della capitale ucraina; in risposta il dittatore, supportato da Sapošnikov, telefonò direttamente al generale Kirponos ingiungendogli categoricamente di mantenere il possesso di Kiev e garantendo il successo dei contrattacchi del generale Erëmenko. Infine Stalin destituì bruscamente il maresciallo Budënneyj che in un ultimo colloquio con Kirponos aveva evidenziato la gravità della situazione ed esclusa la possibilità di un rifornimento aereo efficace delle cinque armate (40ª, 21ª, 5ª, 37ª e 26ª) ormai quasi accerchiate.

### La micidiale sacca di Kiev

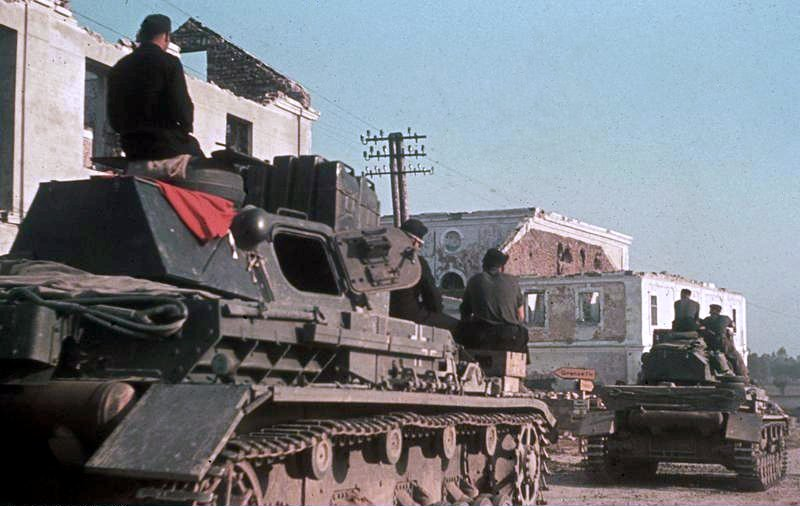
Colonna di panzer sul fronte est nell'estate 1941.

Domenica 14 settembre prese il via da Lochvitsa la fase finale dell'avanzata verso sud della 3. Panzer-Division del generale Model, elemento di testa del Panzergruppe 2. Dopo una serie di confusi contrattacchi di colonne sovietiche dirette verso est che misero anche in pericolo il posto comando tattico del generale von Schweppenburg, i carri armati della Panzerkompanie del tenente Wartmann, rinforzata con un plotone di fanteria motorizzata del 394º reggimento, iniziarono una audace puntata isolata in profondità. Questo piccolo gruppo meccanizzato percorse, a partire dalle ore 13:00 l'ultimo tratto di circa 50 km avanzando senza preoccuparsi dei fianchi e disperdendo al suo passaggio le colonne sovietiche in ripiegamento costituite da carri, cavalli, mezzi motorizzati e artiglieria.
Dopo una serie di rapidi scontri a fuoco, il tenente Wartmann, momentaneamente privo di collegamenti radio, fu guidato nell'ultimo tratto fino a Lubny dall'opportuno intervento di un aereo ricognitore che fornì indicazioni sulla posizione delle forze della 16. Panzer-Division del generale Hube appartenente al Panzergruppe 1. Il tenente Wartmann quindi riprese l'avanzata, e alle ore 18 vennero individuate a sud colonne di fanteria; dopo lo scambio di razzi di segnalazione bianchi per evitare errori di identificazione, i panzer del tenente Wartmann presero contatto alle ore 18:20 nei pressi di Lubny con i soldati della 2ª compagnia del battaglione da ricognizione corazzato della 16. Panzer-Division guidata dal tenente Rinschen.
Il giorno seguente altri reparti meccanizzati della 9. Panzer-Division, provenienti da Mirgorod, si congiunsero con la 3. Panzer-Division presso il ponte di Stencia, oltre 100 km a est di Kiev: l'accerchiamento delle quattro armate sovietiche ammassate nel saliente era ormai completo. L'avanzata era stata estenuante e logorante per i reparti corazzati tedeschi; il 15 settembre, giorno in cui il generale Guderian conferì sul campo di battaglia con il maggiore Frank e il tenente colonnello Munzel, comandanti del reggimento corazzato della 3. Panzer-Division, questa divisione corazzata di punta era rimasta con solo dieci carri armati ancora operativi, un Panzer IV, tre Panzer III e sei Panzer II.

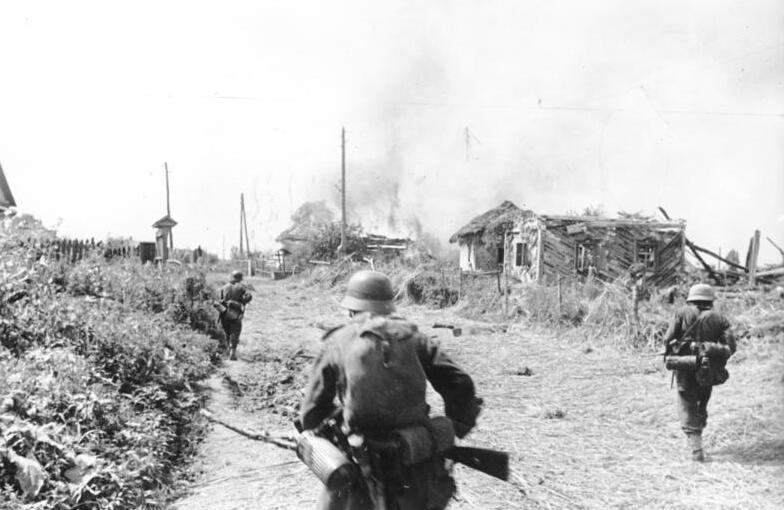
Soldati tedeschi in azione durante la battaglia di Kiev.

Fin dal 12 settembre Stalin e lo Stavka avevano destituito il maresciallo Budënnyj che il giorno precedente aveva richiesto l'autorizzazione ad evacuare Kiev ed iniziare la ritirata, assegnando il comando della "Direttrice strategica meridionale" (Glavkom) al maresciallo Timošenko: la situazione era ormai compromessa come il capo di stato maggiore del Fronte Sud-Occidentale, generale Tupikov, comunicò con un telegramma il 14 settembre direttamente al maresciallo Sapošnikov. Quest'ultimo ancora una volta ribadì gli ordini di Stalin di difendere Kiev e definì i comandanti sul campo come "seminatori di panico". Solo dopo la chiusura dell'accerchiamento e dopo l'arrivo del vice di Kirponos, il generale Bagramjan, al quartier generale di Timošenko a Poltava, quest'ultimo, dopo un lungo colloquio chiarificatore, diede l'autorizzazione verbale al comando del Fronte Sud-occidentale di abbandonare Kiev e ripiegare subito dietro il fiume Psel. Ma Kirponos rimase ancora dubbioso dopo queste comunicazioni verbali; sempre legato agli ordini draconiani di Stalin, scavalcò Timošenko e richiese con un telegramma allo Stavka chiarimenti sugli ordini operativi ed un'autorizzazione scritta per eseguire un ordine che capovolgeva tutte le precedenti disposizioni. Alle ore 23:40 del 17 settembre con grande ritardo, il maresciallo Sapošnikov inviò finalmente una comunicazione al generale Kirponos con l'autorizzazione ad abbandonare Kiev ma senza spiegare in dettaglio le nuove posizioni su cui ripiegare.
Per supportare l'azione degli uomini chiusi nella sacca, furono organizzati anche attacchi contro il fianco sinistro delle unità tedesche, nel tentativo di creare falle attraverso le loro linee. Iniziarono così violenti attacchi contro le posizioni tedesche, in particolare nel settore della Panzergrenadier-Division Großdeutschland. Le unità tedesche riuscirono a respingere l'attacco grazie all'abilità delle proprie truppe e alla disorganizzazione dei sovietici: mancò infatti alle unità dell'Armata Rossa la capacità di organizzare l'attacco contro un centro di gravità, lanciando così inutili e confusi attacchi su tutto il fronte. Lo schema di difesa elastico, che Guderian aveva organizzato lungo un fronte profondo molti chilometri, resse così a tutti gli attacchi sovietici.
Mentre i due gruppi corazzati resistevano ai tentativi di sfondamento sovietico, la 6ª Armata di Walter von Reichenau iniziò a risalire il centro del saliente. Il 19 settembre Kiev venne conquistata dalle avanguardie della 6ª Armata, dando così un colpo decisivo alle speranze delle armate sovietiche circondate di riuscire a riorganizzarsi. Il 26 settembre le ostilità cessarono: i tedeschi avevano conseguito un successo militare straordinario.

## Conclusioni

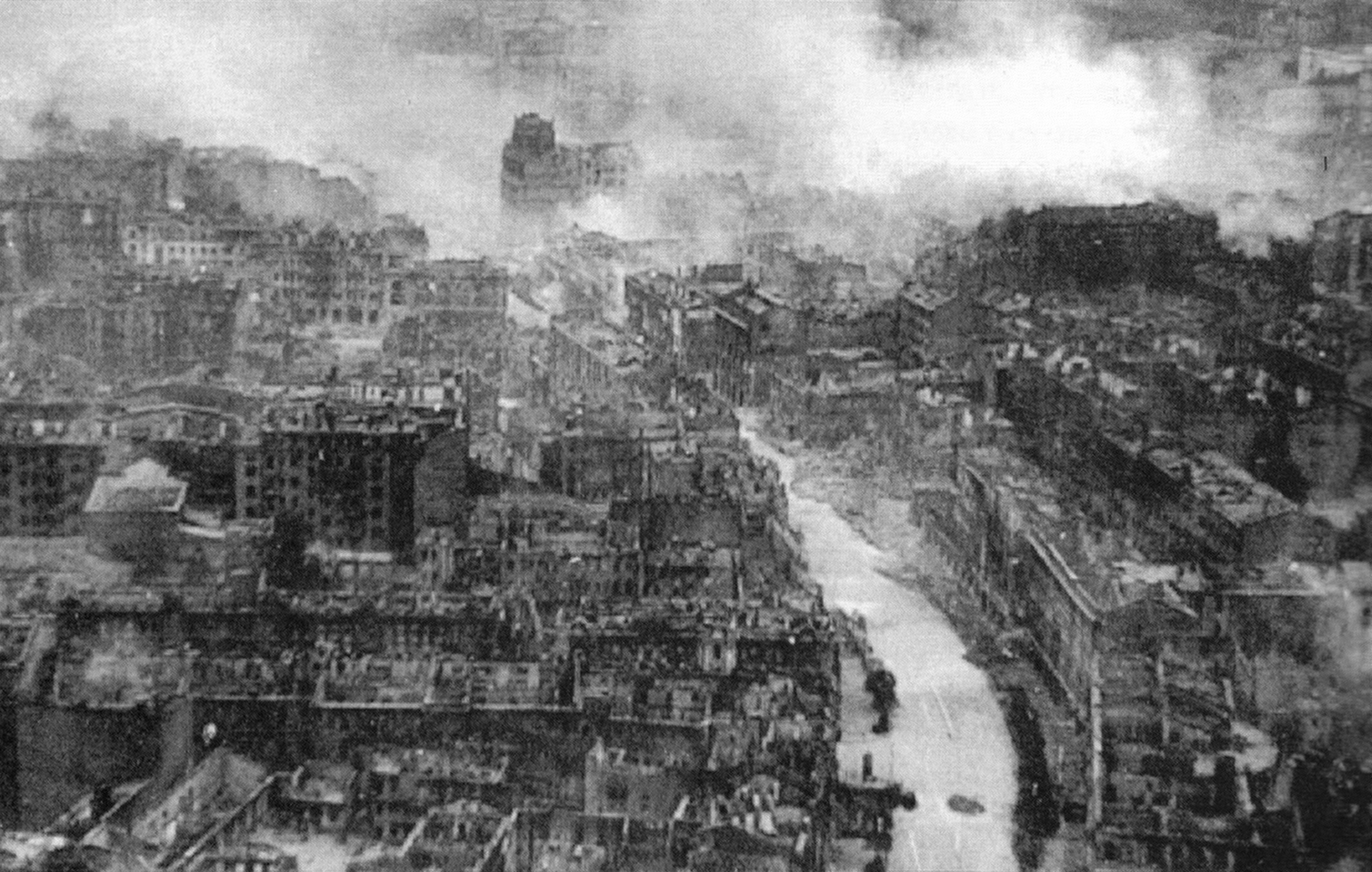
Le rovine di Kiev.

La vittoria tedesca nella battaglia di Kiev viene considerata, per le gigantesche dimensioni dell'operazione strategica, per le difficoltà logistiche superate, per la resistenza opposta dal nemico e per il successo totale raggiunto, la manovra operativa più brillante e riuscita della Wehrmacht durante la seconda guerra mondiale. Si trattò di una delle più grandi battaglie di accerchiamento della storia militare, mentre lo stesso Hitler la definì "la più grande battaglia della storia del mondo". Per Hitler fu anche un trionfo personale nei confronti dei suoi generali, dubbiosi delle sue scelte operative; tuttavia, essa non fu per i tedeschi quella vittoria decisiva che il Führer cercava dall'inizio dell'Operazione Barbarossa.
Al contrario, il risultato di una così importante vittoria militare pesò in modo negativo sulla capacità dell'Alto Comando tedesco e del Führer di avere una visione lucida sullo sviluppo delle operazioni. Il dittatore nazista si convinse infatti che dopo le perdite subite a Kiev tutto il settore meridionale del fronte sovietico fosse ormai definitivamente crollato e senza più riserve: di conseguenza decise, nonostante le perplessità del feldmaresciallo von Rundstedt, di disperdere ancor più le sue forze dirigendo il Panzergruppe del generale von Kleist oltre il Donec e il Don, ordinando di avanzare contemporaneamente e immediatamente verso Char'kov, Rostov ed il Caucaso. Inoltre i panzer del generale Guderian, pur molto logorati dalla snervante marcia verso sud, dovettero risalire rapidamente verso nord per prendere parte, ridotti ormai al 50% delle loro forze, alla grande offensiva finale contro Mosca.
Le perdite sovietiche nella battaglia di Kiev furono elevatissime: quattro armate furono annientate, mentre i tedeschi affermarono che le perdite del nemico sarebbero state superiori ad un milione di uomini e rivendicarono la cattura di 665 000 soldati, di 3 718 cannoni e di materiale bellico di ogni genere; 884 carri armati sarebbero stati distrutti. Le fonti sovietiche più recenti invece forniscono cifre inferiori, ma sempre molto alte, rispetto ai dati tedeschi e calcolano le perdite totali sovietiche a 700 544 soldati (di cui 616 000 morti e dispersi/prigionieri), 28 419 cannoni e 411 carri armati.